# Драбиновский сельский совет (Новосанжарский район)
Драбиновский сельский совет (укр. Драбинівська сільська рада) — входит в состав
Новосанжарского района
Полтавской области
Украины.
Административный центр сельского совета находится в 
с. Драбиновка.

## История
- 1923 — дата образования.

## Населённые пункты совета
- с. Драбиновка
- с. Веселка
- с. Волковка
- с. Долгая Пустошь